# Ədliyyə Baku
Ədliyyə Baku – azerski klub piłkarski, mający siedzibę w stolicy kraju, mieście Baku, działający w latach 2001–2011.

## Historia
Chronologia nazw:
- 2001: Ədliyyə Bakı FK
- 2011: klub rozwiązano

Klub sportowy Ədliyyə Bakı FK został założony w miejscowości Baku w 2001 roku z inicjatywy Ministerstwa Sprawiedliwości. Ədliyyə w języku azerskim oznacza sprawiedliwość. W sezonie 2001/02 startował w Birinci Dəstə, w której zajął 5.miejsce. Po zakończeniu sezonu 2001/02 doszło do konfliktu klubów i Azerbejdżańskim Związkiem Piłki Nożnej (AFFA). W wyniku tego sporu nie udało się rozegrać mistrzostw w następnym sezonie. Po wznowieniu rozgrywek w sezonie 2003/04 klub został zakwalifikowany do najwyższej ligi, zwanej Yüksək Liqa. Debiutowy sezon 2003/04 zakończył na 9.pozycji. W następnym sezonie 2004/05 zajął 16.miejsce i został zdegradowany do Birinci Dəstə. W kolejnych czterech latach w pierwszej lidze zajmował miejsca od 4 do 8. W sezonie 2009/10 spadł na 11.miejsce. Sezon 2010/11 klub nie dokończył. 15 marca 2011 roku ogłoszono, że po rozwiązaniu, klub został zdyskwalifikowany z Birinci Divizionu. Jego pozostałe mecze były zweryfikowane jako walkowery 0-3 na korzyść rywali.

## Barwy klubowe, strój
|  |  |

Klub ma barwy żółto-czarne. Strój jest nieznany.

## Sukcesy

### Trofea międzynarodowe
Nie uczestniczył w rozgrywkach europejskich (stan na 31-05-2019).

### Trofea krajowe
| \| \| Zdobyte trofea w rozgrywkach Azerbejdżanu (stan na: 31-05-2019) \| |                                                                 |                |          |
| Rozgrywki                                                                | Osiągnięcie                                                     | Razy           | Sezon(y) |
| Mistrzostwo                                                              | I miejsce                                                       | 0              |          |
| Mistrzostwo                                                              | II miejsce                                                      | 0              |          |
| Mistrzostwo                                                              | III miejsce                                                     | 0              |          |
| Mistrzostwo                                                              | 9.miejsce                                                       | 1              | 2003/04  |
| Puchar                                                                   | zdobywca                                                        | 0              |          |
| Puchar                                                                   | finalista                                                       | 0              |          |
| Puchar                                                                   | 1/8 finału                                                      | 1              | 2003/04  |
| II liga                                                                  | I miejsce                                                       | 0              |          |
| II liga                                                                  | II miejsce                                                      | 0              |          |
| II liga                                                                  | III miejsce                                                     | 0              |          |
| II liga                                                                  | 4.miejsce                                                       | 2006/07 (gr.B) |          |
| Azerbejdżan                                                              | Zdobyte trofea w rozgrywkach Azerbejdżanu (stan na: 31-05-2019) |                |          |

## Poszczególne sezony

### Rozgrywki międzynarodowe

#### Europejskie puchary
Nie uczestniczył w rozgrywkach europejskich.

### Rozgrywki krajowe
| \| Azerbejdżan \| Bilans występów klubu w rozgrywkach piłkarskich Azerbejdżanu (Stan na 31 maja 2019 r.) \| \| |                                                                                        |        |       |   |   |   |    |    |     |                    |        |        |      |
| Poziom | Rozgrywki                                                                              | Sezony | Mecze | Z | R | P | B+ | B– | Pkt | Lata               | Awanse | Spadki | Naj. |
| I | Yüksək Liqa                                                                            | 2      |       |   |   |   |    |    |     | 2003–2005          | 0      | 1      | 9    |
| II | Birinci Dəstə/ Birinci Divizionu                                                       | 7      |       |   |   |   |    |    |     | 2001/02, 2005–2011 | 0      | 1      | 4    |
| | Puchar Azerbejdżanu                                                                    | 2      |       |   |   |   |    |    |     | 2001–2008          | 0      | 0      | 1/8  |
| Azerbejdżan | Bilans występów klubu w rozgrywkach piłkarskich Azerbejdżanu (Stan na 31 maja 2019 r.) |        |       |   |   |   |    |    |     |                    |        |        |      |

## Struktura klubu

### Stadion
Klub piłkarski rozgrywał swoje mecze domowe na stadionie Ədliyyə w Baku o pojemności 3000 widzów.

### Derby
- Bakı FK
- Bakılı Baku
- Dinamo Baku
- İnter Bakı
- Karat Bakı
- MOİK Bakı
- Neftçi PFK
- Şəfa Baku